# Ruth Chepng’etich
Ruth Chepng’etich (ook wel gespeld als Chepngetich, geboren op 8 augustus 1994) is een Keniaanse langeafstandsloper en de huidige wereldrecordhouder bij de vrouwen in de marathon, met een tijd van 2u09:56 behaald tijdens de Chicago Marathon 2024 (record nog in afwachting van ratificatie). Chepng’etich won het wereldkampioenschap marathon in 2019 en heeft de Chicago Marathon drie keer gewonnen, namelijk in 2021, 2022 en 2024, waar ze ook het wereldrecord vestigde. Met haar prestatie in Chicago is Chepng’etich de eerste vrouw die de 2u11- én de 2u10-grens doorbreekt in de marathon. Ze heeft daarnaast de zesde snelste tijd aller tijden in de halve marathon, met een indrukwekkende tijd van 1 uur, 4 minuten en 2 seconden.

## Persoonlijke records
| Afstand        | Prestatie | Land/Plaats | Datum           | Notities               |
| -------------- | --------- | ----------- | --------------- | ---------------------- |
| 5000 meter     | 15'26"70  | Nairobi     | 9 april 2022    |                        |
| 10.000 meter   | 31'47"9   | Nairobi     | 26 april 2022   |                        |
| 10 kilometer   | 30'29"    | Manchester  | 22 mei 2022     |                        |
| Halve marathon | 1u04'02"  | Istanbul    | 4 april 2021    | gemengd                |
| Marathon       | 2u09'56"  | Chicago     | 13 oktober 2024 | wereldrecords atletiek |

## Internationale wedstrijden
| Jaar            | Wedstrijd                                  | Land/Plaats  | Positie      | Evenement      | Notitie      |
| 10 kilometer    | 10 kilometer                               | 10 kilometer | 10 kilometer | 10 kilometer   | 10 kilometer |
| --------------- | ------------------------------------------ | ------------ | ------------ | -------------- | ------------ |
| 2018            | Memorial Samuel Wanjiru                    | Nyahururu    | 2e           | 10 km          | 33:09        |
| Marathon        |                                            |              |              |                |              |
| 2017            | Marathon van Istanbul                      | Istanboel    | 1e           | Marathon       | 2u22:36      |
| 2018            | Marathon van Parijs                        | Parijs       | 2e           | Marathon       | 2u22:59      |
| 2018            | Marathon van Istanbul                      | Istanboel    | 1e           | Marathon       | 2u18:35      |
| 2019            | Marathon van Dubai                         | Dubai        | 1e           | Marathon       | 2u17:08      |
| 2019            | Wereldkampioenschappen                     | Doha         | 1e           | Marathon       | 2u32:43      |
| 2020            | Marathon van Londen                        | London       | 3e           | Marathon       | 2u22:05      |
| 2021            | Olympische Zomerspelen 2020                | Sapporo      | –            | Marathon       | Opgave       |
| 2021            | Chicago Marathon                           | Chicago      | 1e           | Marathon       | 2u22:31      |
| 2022            | Nagoya vrouwen Marathon                    | Nagoya       | 1e           | Marathon       | 2u17:18 CR   |
| 2022            | Wereldkampioenschappen atletiek            | Eugene       | –            | Marathon       | Opgave       |
| 2022            | Chicago Marathon                           | Chicago, IL  | 1e           | Marathon       | 2u14:18      |
| 2023            | Nagoya vrouwen Marathon                    | Nagoya       | 1e           | Marathon       | 2u18:08      |
| 2024            | Chicago Marathon                           | Chicago, IL  | 1st          | Marathon       | 2u09:57 WR   |
| Halve marathons |                                            |              |              |                |              |
| 2016            | Halve Marathon van Rabat                   | Rabat        | 4e           | Halve Marathon | 1u11:33      |
| 2016            | Halve Marathon van Nairobi                 | Nairobi      | 2e           | Halve Marathon | 1u14:13      |
| 2017            | Halve Marathon van Adana                   | Adana        | 1e           | Halve Marathon | 1u09:06      |
| 2017            | Halve marathon van Parijs                  | Parijs       | 1e           | Halve Marathon | 1u08:08      |
| 2017            | Halve marathon van Milaan                  | Milaan       | 1e           | Halve Marathon | 1u07:42      |
| 2017            | Halve Marathon van Istanbul                | Istanboel    | 1st          | Halve Marathon | 1u06:19      |
| 2017            | Bogota Half Marathon                       | Bogota       | 3e           | Halve Marathon | 1u13:57      |
| 2017            | Rock 'n' Roll Halve Marathon               | Lissabon     | 4e           | Halve Marathon | 1u10:33      |
| 2018            | WK Halve marathon 2028                     | Valencia     | 13e          | Halve Marathon | 1u09:12      |
| 2018            | Halve Marathon van Kopenhagen              | Kopenhagen   | 5e           | Halve Marathon | 1u07:02      |
| 2019            | Halve Marathon van Bahrain                 | Manama       | 2e           | Halve Marathon | 1u06:09      |
| 2019            | Halve Marathon van Istanbul                | Istanboel    | 1e           | Halve Marathon | 1u05:30 CR   |
| 2019            | Gifu Seiryu Halve Marathon van Gifu Seiryu | Gifu         | 1e           | Halve Marathon | 1u06:06      |
| 2019            | Halve Marathon van Bogota                  | Bogota       | 1e           | Halve Marathon | 1u10:39      |
| 2020            | Halve marathon van New Delhi               | New Delhi    | 2e           | Halve marathon | 1u05:06      |
| 2021            | Halve Marathon van Istanbul                | Istanboel    | 1e           | Halve marathon | 1u04:02 WR   |